# ソー・グラッド
ソー・グラッド（原題：So Glad To See You here）は、1979年にウイングスが発表した楽曲。アルバム「バック・トゥ・ジ・エッグ」収録。総勢23人のロックミュージシャンが集まったロケストラのスタジオセッションにて録音された。

## 概要
ロケストラの重厚なサウンドによるアグレッシブな楽曲。同じく「バック・トゥ・ジ・エッグ」収録の「ロケストラのテーマ」と同じセッションで録音された。

終盤ではロケストラの演奏から、後日収録したウイングスの演奏に切り替わる。ここでは、アルバム3曲目の「今宵楽しく」をレゲエ風にアレンジした、「リプライズ」が歌われる。このパートはロケストラのセッションから3ヶ月経った1979年1月~2月に録音された。

当初はアルバム「バック・トゥ・ジ・エッグ」のクロージングナンバーであったが、後に「ベイビーズ・リクエスト」にその座を譲る。
ポールがロケストラを率いて出演した、翌年1979年のカンボジア難民救済コンサートでは、この曲は披露されなかった。